# Zavrh pri Galiciji
Zavrh pri Galiciji este o localitate din comuna Žalec, Slovenia, cu o populație de 141 de locuitori.